# Jedlanka (Mazovia)
Jedlanka [pronunciación en polaco: /jɛˈdlanka/] es un pueblo en el distrito administrativo de Gmina Jedlińsk, dentro del Distrito de Radom, Voivodato de Mazovia, en el centro-este de Polonia. Se encuentra aproximadamente 3 kilómetros al norte-del oeste de Jedlińsk, 16 kilómetros al norte de Radom, y 77 kilómetros al sur de Varsovia.